# Gastronomie dans l'Ain
La gastronomie dans l'Ain présente les différentes spécialités culinaires de ses régions naturelles et historiques ainsi que ses fromages, ses vins et ses tables célèbres.
À noter, le lieu de naissance de Brillat-Savarin, né à Belley, qui a participé à identifier les pays de l'Ain comme des terres de gastronomie.

## Spécialités culinaires
Des spécialités sont en général relatives à des régions de l'Ain : en Dombes, les grenouilles et le diot dombiste ; en Bresse, la volaille de Bresse. La sauce Nantua est, comme son nom l'indique, originaire de la région de Nantua. Enfin, on peut citer la galette au sucre, une spécialité de la cité médiévale de Pérouges.

## Les fromages
Un certain nombre de fromages sont typiques de régions naturelles de l'Ain. Dans le pays de Gex, on trouve le bleu de Gex, un fromage AOC ; dans le Bugey, on trouve le ramequin, provenant plus particulièrement de Saint-Rambert-en-Bugey mais également le Chevret, appelé parfois la « tome de Belley », ainsi que deux fromages forts, la tracle et le pourri bressan. Enfin, le comté est une autre spécialité fromagère partagée avec les départements du Jura et du Doubs.

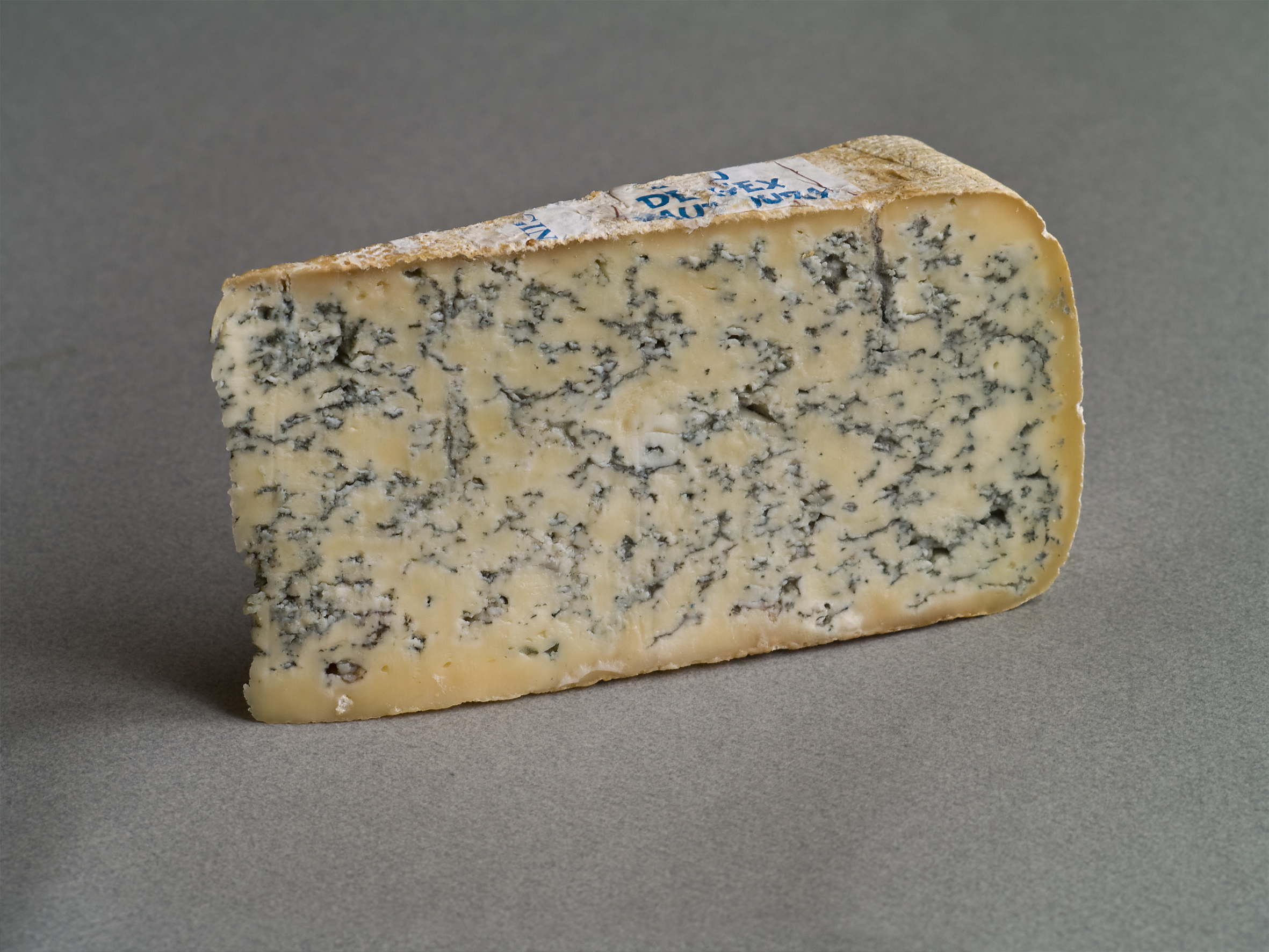
Le bleu de Gex.
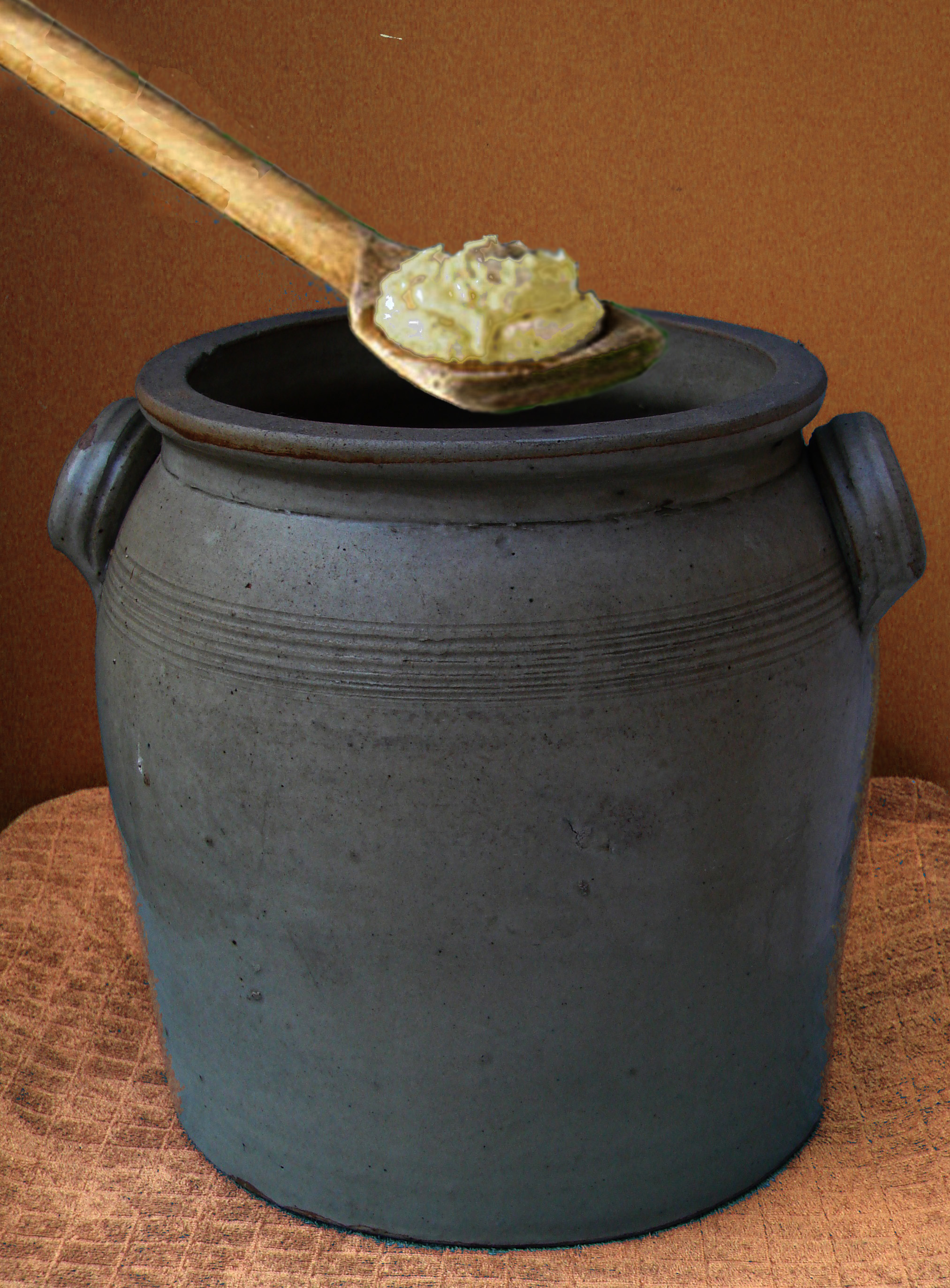
Pourri bressan.
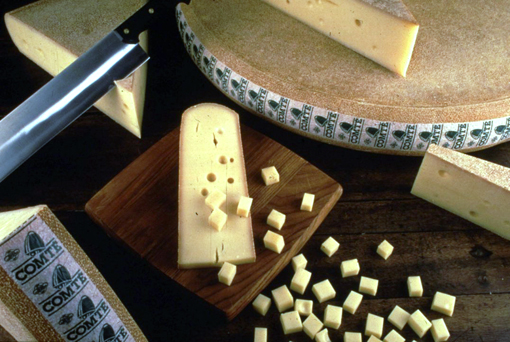
Le comté.

## Les vignobles

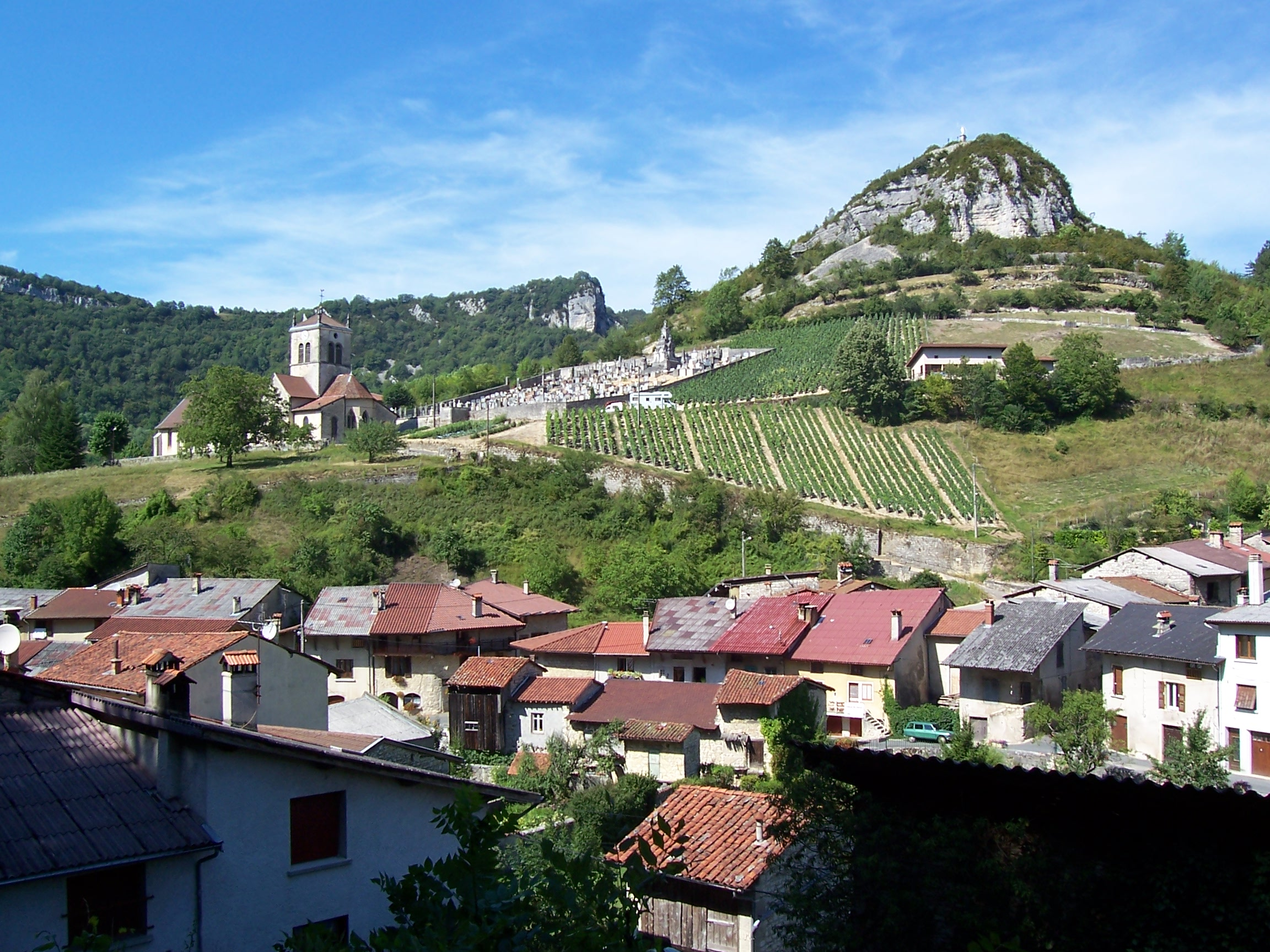
Vignoble du Bugey.

Le vignoble du Bugey produit, entre autres, les vins AOC de Cerdon et du Bugey dont le manicle et la roussette-du-bugey sont les exemples les plus connus ; dans le Bugey toujours, un autre vin AOC, le seyssel, vin de Savoie, est majoritairement produit dans l'Ain à Seyssel et Corbonod.
Enfin, on peut noter quelques autres productions viticoles, comme au sud du pays de Gex, en particulier à Challex.
Voir aussi la fine et marc du Bugey, IGP depuis janvier 2015.

## Cuisiniers

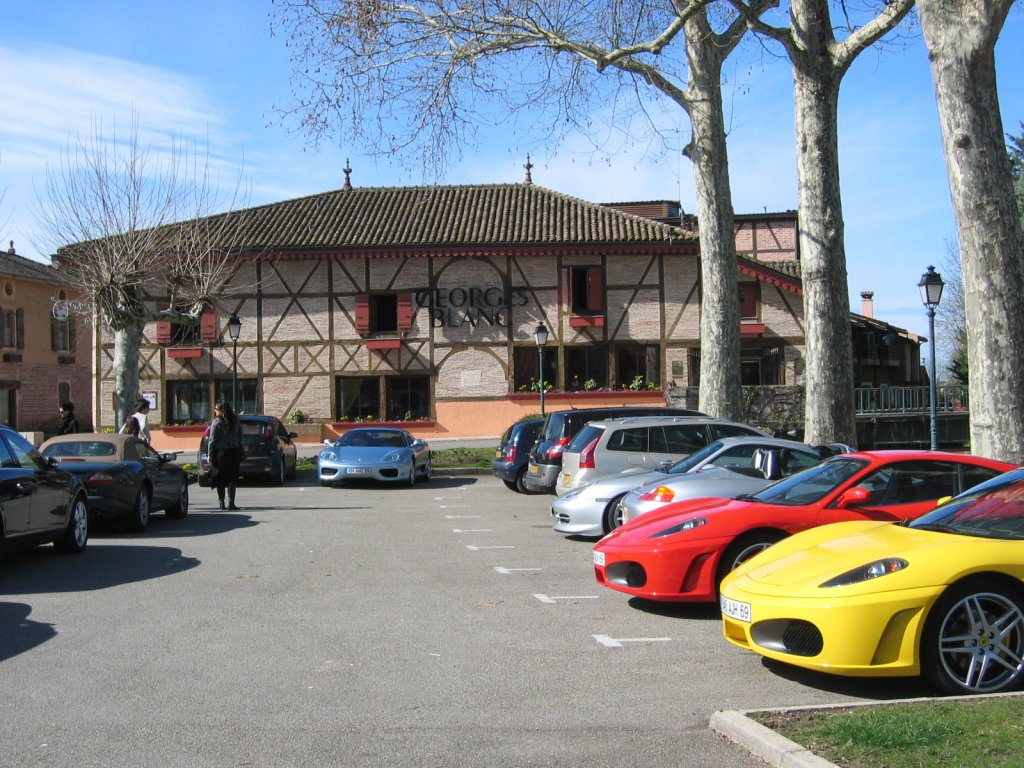
Restaurant Georges Blanc à Vonnas en Bresse.

La Mère Blanc, le restaurant de Georges Blanc à Vonnas, précédemment tenu par sa grand-mère, Élisa Blanc, détient les 3 étoiles du Guide Michelin.
Par le passé, La Mère Bourgeois (de Marie Bourgeois) à Priay avait également obtenu les 3 étoiles ; en l’occurrence, de 1933 à 1937.
Jusqu'à janvier 2012 et la fermeture de ce restaurant, le restaurant d'Alain Chapel à Mionnay comptait 2 étoiles. Ce restaurant avait détenu les 3 étoiles de 1973 à 1990.

## Appellation d'origine contrôlée
Le département compte six appellations d'origines contrôlées : Bleu de Gex, Comté, Crème et beurre de Bresse, Morbier, Poule de Bresse et Vins du Bugey.